# Elenak
Elenak (auch: Enelao, Enenak) ist eine Insel des Kwajalein-Atolls in der Ralik-Kette im ozeanischen Staat der Marshallinseln (RMI).

## Geographie
Das Motu liegt zusammen mit Bokan, Aoj, Bikrik, Nennar und Jein am Westende des Atolls zwischen Mejatto und Ebadon. Der Enenak Airport verbindet die Insel mit Bikrik.

## Klima
Das Klima ist tropisch heiß, wird jedoch von ständig wehenden Winden gemäßigt. Ebenso wie die anderen Orte der Kwajalein-Gruppe wird Elenak gelegentlich von Zyklonen heimgesucht.